# Vecchietta

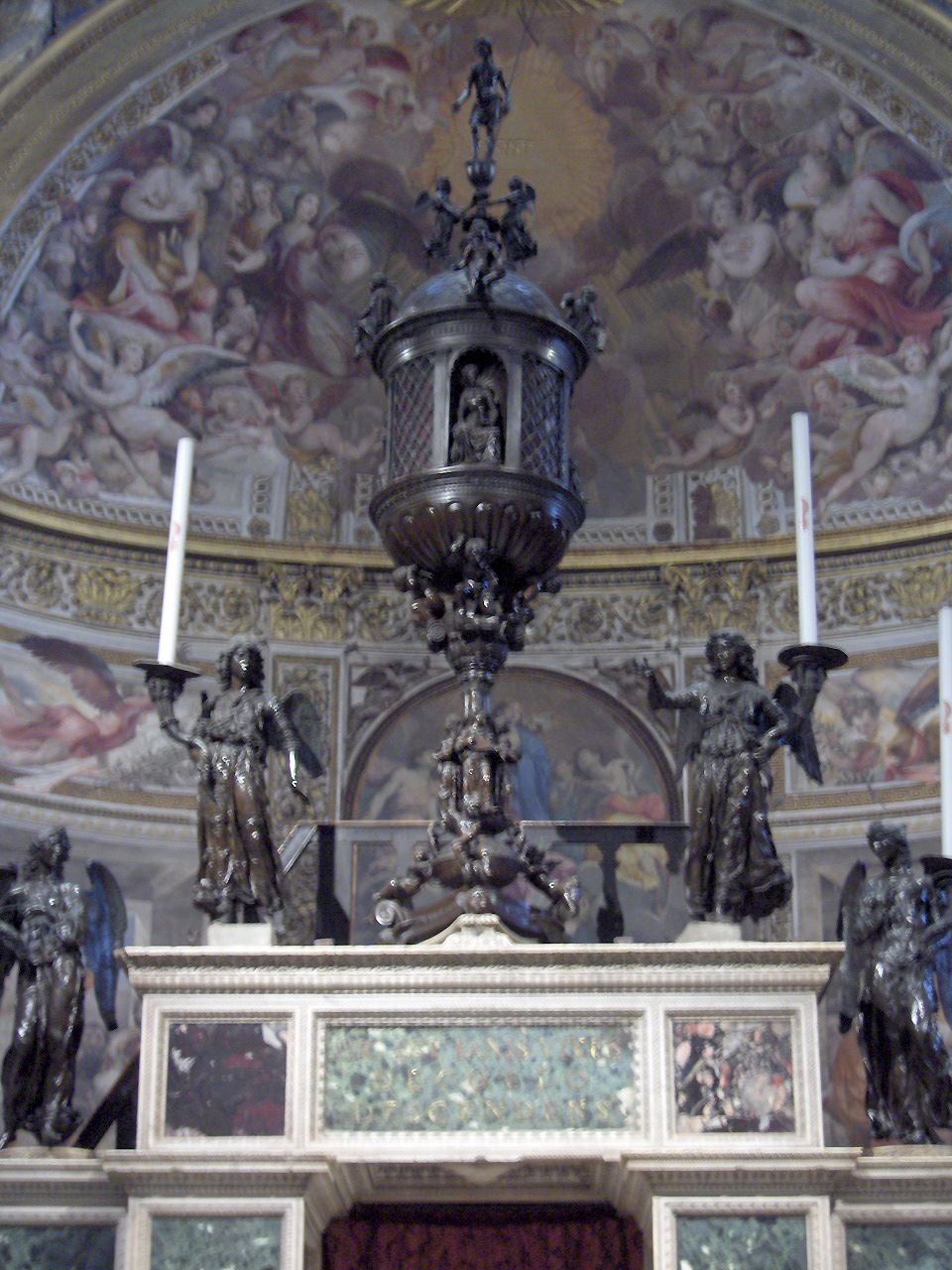
Altar amb el copó, obra de Vecchietta a la catedral de Siena

Francesco di Giorgio i di Lorezo (Val d'Orcia, 1410 - Siena, 6 de juny de 1480) més conegut pel sobrenom de Vecchietta i també anomenat Lorenzo di Pietro. Pintor, escultor, orfebre i arquitecte italià del Renaixement.
És famós pels seus frescs, les seves escultures policromes i els seus bronzes.

## Biografia i obra
Va néixer al petit poblat toscà de Val d'Orcia, encara que va residir la major part la seva vida i va morir a la ciutat també toscana de Siena. La seva biografia es troba a Le Vite de Giorgio Vasari; està documentat que va ser alumne de Sassetta, així com de Taddeo di Bartolo, Priamo i Jacopo della Quercia.
Va treballar d'ajudant amb Masolino da Panicale a la pintura dels frescs per al Castiglione D'Ologna; el 1441, va retornar a Siena per realitzar els frescs de la Visió de santa Sorora a l'hospital de Santa Maria della Scala, al costat de Domenico di Bartolo (1403-1445) i Pietro di Giovanni d'Ambrogio, per la qual cosa, amb aquests, va ser anomenat pittor dello spedale ('pintor de l'hospital'). També va col·laborar en les obres de la catedral de Pienza per al papa Pius II i en la catedral de Siena. D'altra banda, Vecchietta va ser mestre de Francesco di Giorgio i del Neroccio.
La seva obra escultòrica ha influït en la de Donatello.